# فرودگاه سن پیدرو
فرودگاه سن پیدرو (به انگلیسی: San Pédro Airport) یک فرودگاه با کد یاتا SPR است . این فرودگاه در شهر سن پدرو، ساحل عاج کشور ساحل عاج قرار دارد .